# Лыцевичи
Лыцевичи (бел. Лыцавічы) — агрогородок в Вилейском районе Минской области Белоруссии, в составе Ижского сельсовета. Население 507 человек (2009).

## География
Агрогородок Лыцевичи находится в 10 км к северо-западу от центра сельсовета агрогородка Ижа и в 30 км к северо-западу от центра города Вилейка. Лыцевичи расположены на северо-западной оконечности Вилейского района рядом с границами Мядельского района и Гродненской области. В 2 км к западу расположено озеро Вишневское (бассейн Вилии). В Лыцевичах заканчивается дорога Любань — Ижа — Лыцевичи, прочие местные дороги ведут в окрестные деревни.

## Достопримечательности
- Усадьба «Чурлёны». Начало XX века. Усадебный дом не сохранился. Сохранились здания мельницы, гаража, руины коровника[1]
- Православная церковь св. Анны. Построена в 2012 году на средства местных жителей[2]